# Bagshot Park

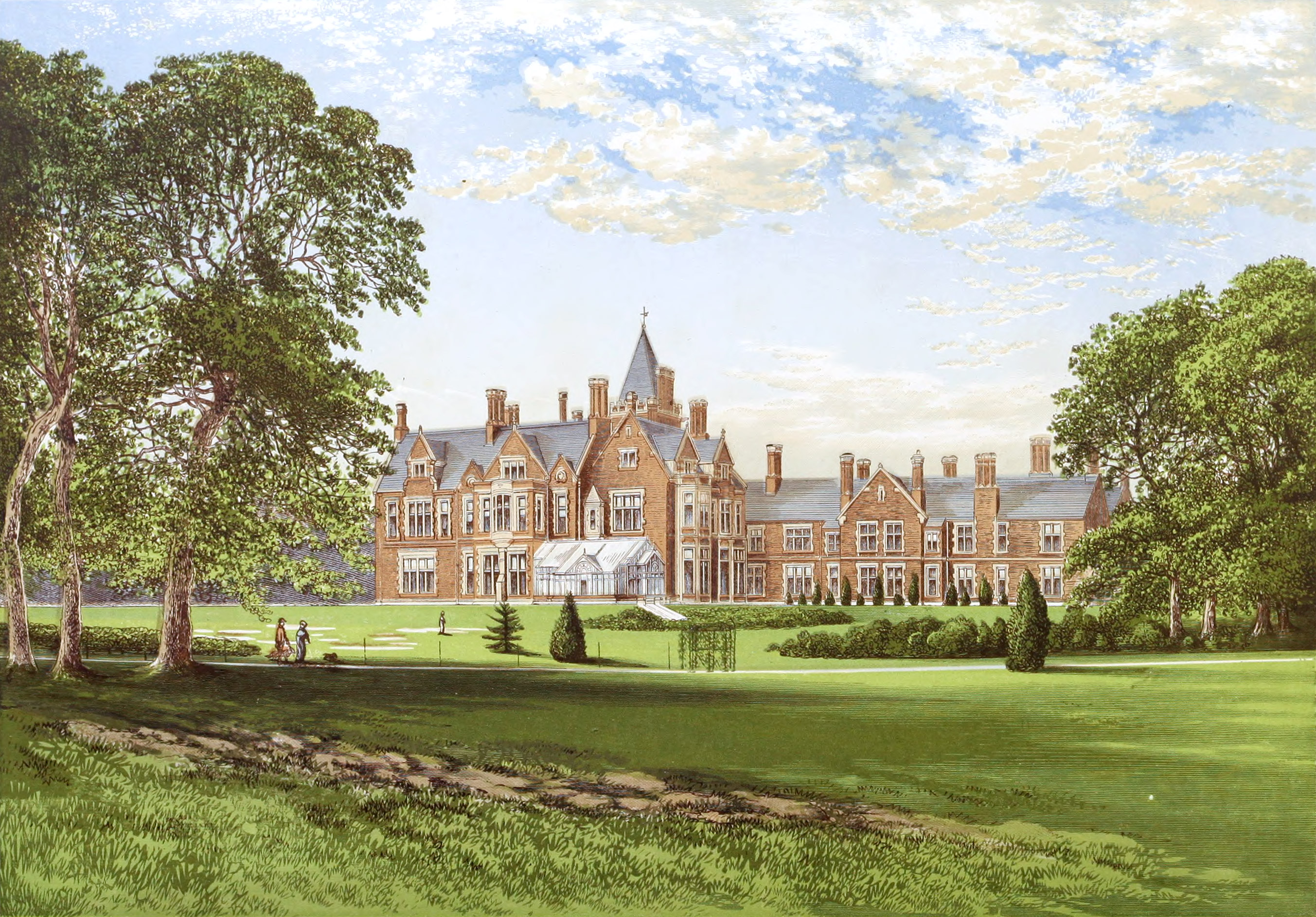
Bagshot Park omkring 1880.

Bagshot Park är ett kungligt residens som ligger nära Bagshot, en by 18 km söder om Windsor. Windsor i Berkshire kallades tidigare New Windsor och staden ligger i kommunen Royal Borough of Windsor and Maidenhead i Berkshire, 34 kilometer väster om centrala London, räknat från Charing Cross. Bagshot Park ligger omkring 18 km nordväst om Guildford, huvudorten i grevskapet Surrey i sydöstra England. Bagshot Park byggdes 1879 för Prins Arthur, hertig av Connaught och Strathearn. Slottet ägs av Crown Estate, som är en samling av mark och anläggningar i Storbritannien som hör till den brittiska monarken som ett ensamt bolag. Crown Estate är varken statlig egendom eller en del av monarkens privategendom.

## Historik
Från 1880 var Bagshot Park den huvudsakliga bostaden för den brittiska prinsen, Prins Arthur, hertig av Connaught och Strathearn (1850–1942) och hans hustru Luise Margarete av Preussen (1860–1917). Prins Arthur var son till drottning Viktoria av Storbritannien (1819–1901). Prins Arthur gifte sig 1879 med Luise Margarete av Preussen och de fick tre barn. Deras äldsta dotter Margareta av Connaught (1882–1920) gifte sig med prins Gustaf Adolf av Sverige, hertig av Skåne, som sedermera blev kung Gustaf VI Adolf. Sonen Prins Arthur av Connaught (1883–1938) gifte sig 1913 med Alexandra av Fife (1891–1959). Yngsta dottern Lady Patricia Ramsay (1886–1974) gifte sig 1919 med Alexander Ramsay (1881–1972), officer i engelska örlogsflottan.

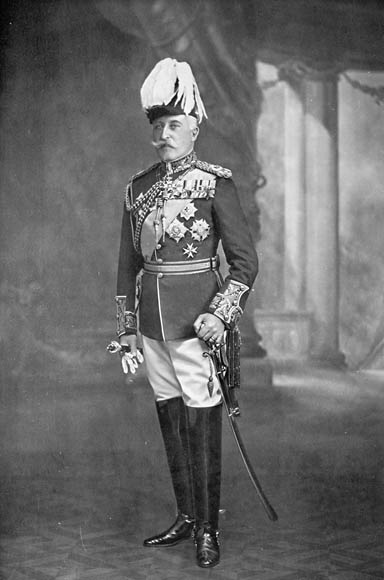
Prins Arthur, hertig av Connaught och Strathearn.
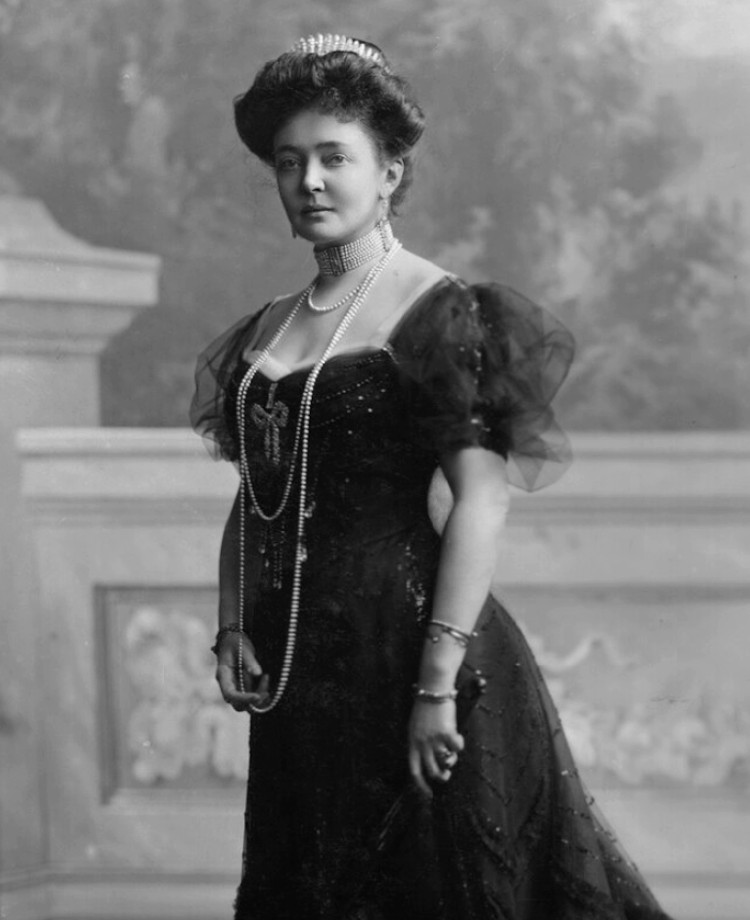
Luise Margarete av Preussen.

## Relationen till det svenska kungahuset
I sin barndom tillbringade prins Gustaf Adolf (1906–1947) av Sverige lyckliga somrar på Bagshot Park i England hos sina morföräldrar, hertigparet av Connaught och Strathearn. Genom prins Arthur Connaughts äldsta dotter Margaret härstammar en av Europas nuvarande monarker från honom: kung Carl XVI Gustaf av Sverige och den abdikerade drottning Margrethe II av Danmark.
Prins Arthur av Connaught och Luise blev således morfar och mormor till dåvarande kronprins Gustaf Adolfs och prinsessan Margarets barn Gustaf Adolf (1906–1947), far till Carl XVI Gustaf och kung av Sverige från 1973, Sigvard (1907–2002), Ingrid (1910–2000), drottning av Danmark från 1947, Bertil (1912–1997) och Carl Johan (1916–2012). De blev kung Carl XVI Gustaf av Sveriges fars morföräldrar och Margrethe II:s av Danmarks mors morföräldrar. Prins Arthur, hertig av Connaught och Strathearn var hertig och generalguvernör av Kanada från 1911 till 1916. Han avled 1942 på Bagshot Park.

## Prins Edward, earl av Wessex, arrenderar idag Bagshot Park

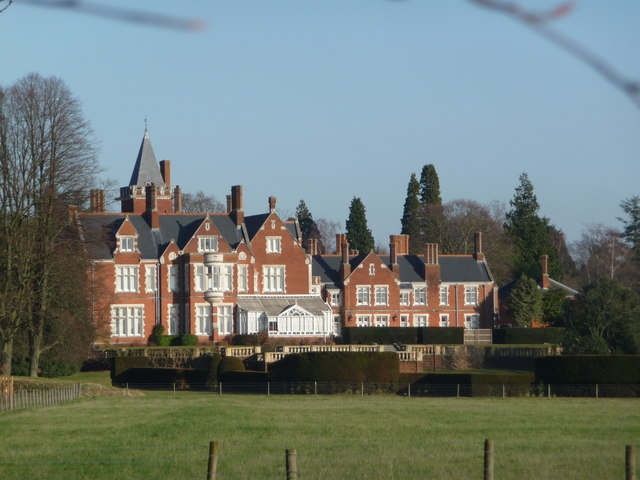
Bagshot Park 2008.

Idag är Bagshot Park det nuvarande hemmet för Prins Edward, earl av Wessex och hans hustru grevinnan Sophie, grevinna av Wessex med familj. Bagshot Park ligger på Bagshot Heath, ett femtio kvadratkilometer stort område av tidigare öppna marker i grevskapen Surrey och Berkshire väster om London i Sydöstra England. Bagshot Park upptar 21 hektar inom det angivna området av Windsor Great Park. Det ligger bara några miles från Sunninghill Park, tidigare bostad av Prins Andrew, hertigen av York och Sarah Ferguson, hertiginnan av York, vilket hus byggdes på 1980-talet. I mars 1998 hyrdes herrgården på Bagshot Park inklusive ett byggnadskomplex med stall och Sunningdale Lodge av Crown Estate i 50 år till Prins Edward, hertigen av Wessex. Herrgården renoverades som bostad för prinsen. Renoveringen finansierades delvis av Crown Estate och delsvis av Prins Edward.

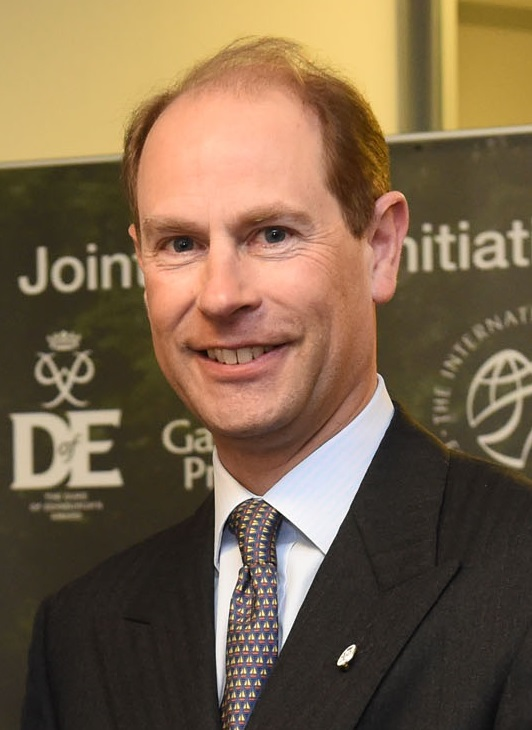
Prins Edward, earl av Wessex.
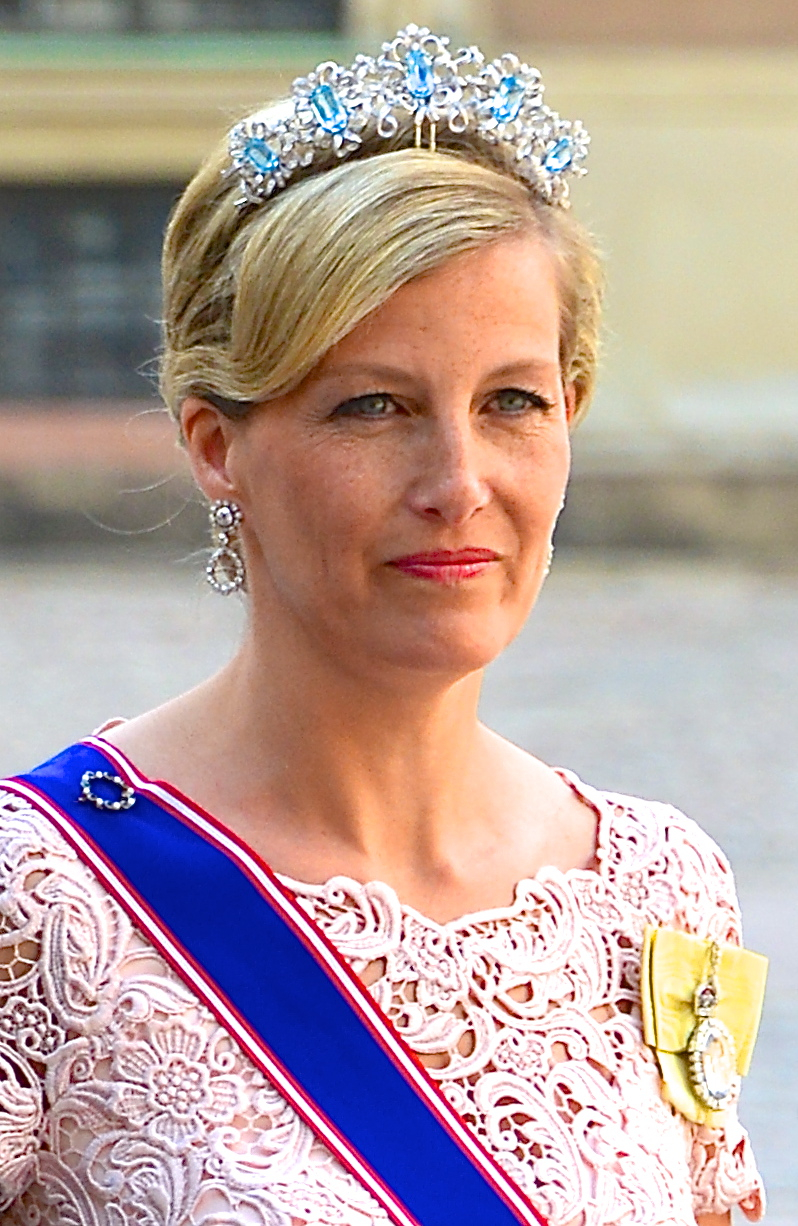
Sophie, grevinna av Wessex.